# 摩拉維采河

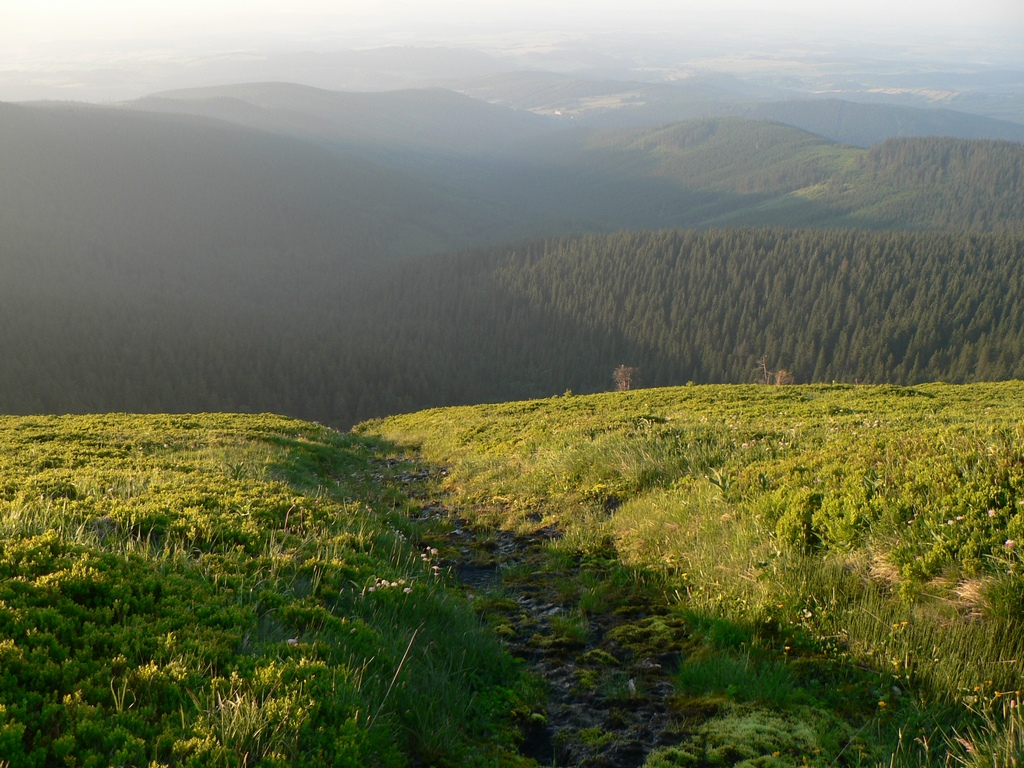

摩拉維采河是捷克的河流，屬於奧帕瓦河的右支流，是摩拉維亞和西里西亞之間接壤的邊境，河道全長100.5公里，流域面積899.9平方公里。

## 外部連結
- Information at the Water Management Research Institute

49°55′38.5″N 17°56′45.5″E / 49.927361°N 17.945972°E